# Holmer Becker

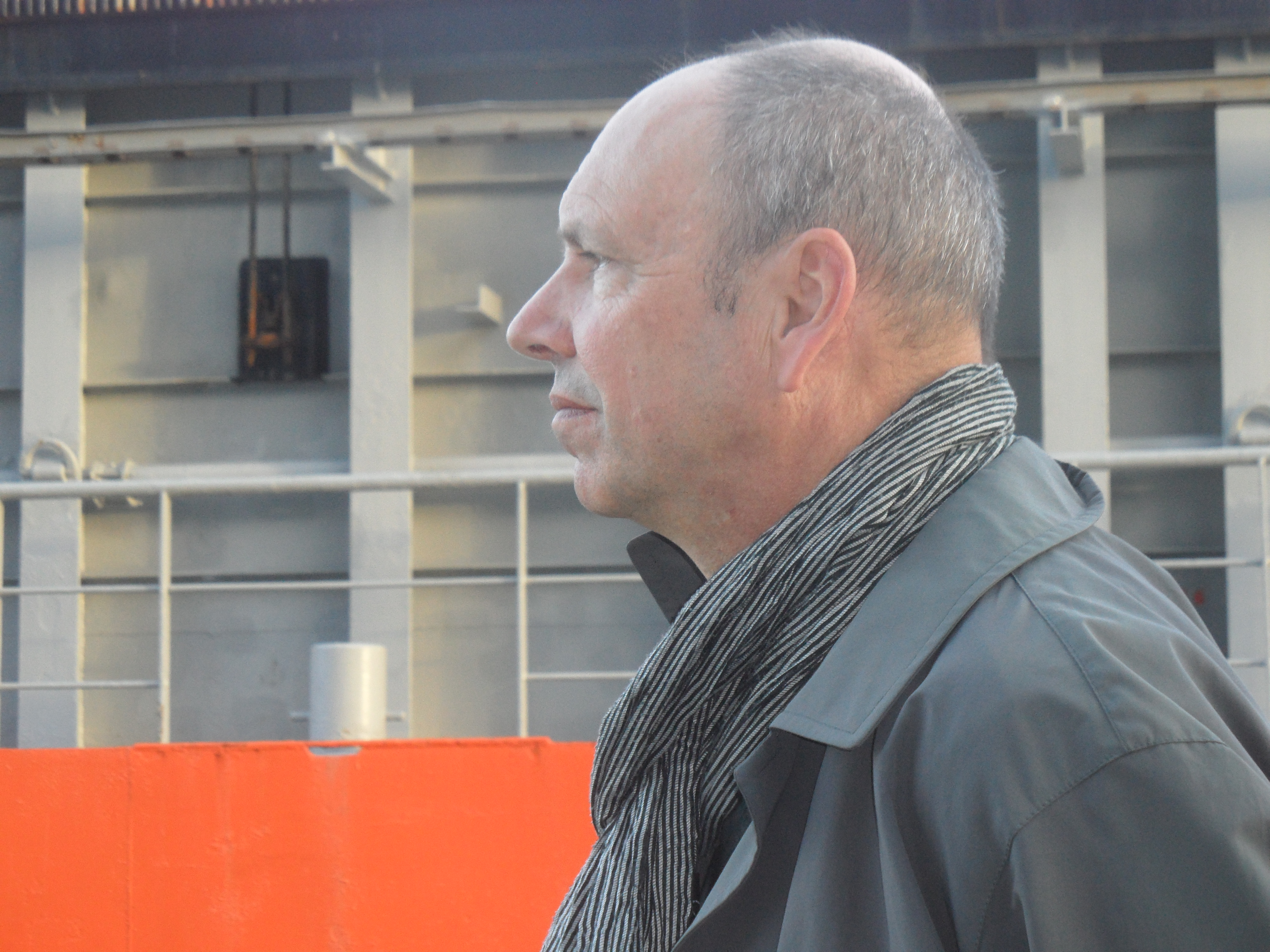
Holmer Becker

Holmer Becker (* 30. Januar 1955 in Fürth/Mittelfranken) ist ein deutscher Komponist.

## Leben
Holmer Becker wurde 1955 in Fürth geboren. Nach der Schulzeit studierte er an der Fachakademie für Musik in Nürnberg. Sein Kompositionslehrer war Gottfried Müller. 1986 erhielt er den Talentpreis für Komposition des Theatervereins Fürth e. V.
Sein Œuvre umfasst Werke für Soli, Chor und Orchester ebenso wie reine Orchesterwerke, Solistenkonzerte, Vokalmusik, Kammermusikwerke und Kompositionen für Chor a cappella.
Neben zahlreichen Rundfunkeinspielungen liegen verschiedene CD-Produktionen vor. Seine Werke werden in Deutschland, England, Frankreich, Niederlande, Österreich, Polen, der Schweiz, Tschechien, Slowenien, Spanien, aber auch in Japan und Südamerika aufgeführt. Holmer Beckers Kompositionen werden zum großen Teil im Musikverlag Edition Brendel, Berg und Nürnberg, und im Verlag Hubertus Nogatz, Essen, herausgegeben.
Holmer Becker hat Auftragskompositionen für Graham Wade, Josef Blank, Norman Weidmann, Monica von Saalfeld, Othmar Müller, Susanna Artzt, die Pegnitzschäfer-Klangkonzepte, den Mittelfränkischen Tonkünstlerverband e. V. und zahlreiche andere Musiker geschrieben.
Er lebt mit seiner Frau Angelika bei Neumarkt in der Oberpfalz.

## Werke

### Soli, Chor und Orchester
- »London«. Kantate für Soli, Chor und Orchester nach Texten von Michael Morgental, Matsuo Bashō und William Blake
- »Jardin místico«. Kantate für Soli und Orchester nach Texten von Juan Ramón Jiménez, Hsüä-dou, Hui-lëng und Dung-schan

### Orchesterwerke
- Preludio notturno - Arabeske - Finale für Orchester
- Passacaglia für Orchester
- Nocturno für Orchester. Text: Dan Albertson
- Impromptu für vier Bläser und Streichorchester
- Intermezzo für Streichorchester

### Solistenkonzerte
- Konzert für Klavier und Orchester
- Concerto a 4 für Klarinette, Fagott, Violoncello, Klavier und Orchester
- Divertimento für zwei Flöten und kleines Orchester
- Concertino für Oboe und Streichorchester

### Vokalmusik
- Lied für Sopran und kleines Orchester. Text: Rainer Maria Rilke
- Lied für Stimme und Instrumente. Text: Michael Morgental
- Drei Lieder für Mezzosopran, Fagott, Harfe und Streichquartett. Texte: Rainer Maria Rilke, Joachim P. Harms und Juan Ramón Jiménez
- Lied für Sopran, Klarinette in B und Klavier. Text: Juan Ramón Jiménez
- Vier Lieder für Bassbariton und Klavier. Texte: Rainer Maria Rilke
- Drei Lieder für Mezzosopran und Klavier. Texte: Rainer Maria Rilke
- Lied für Bariton und Klavier. Text: Juan Ramón Jiménez
- Zwei Lieder für Tenor, Violoncello und Klavier. Texte: Dan Albertson
- Fünf Lieder für Sopran, Violoncello und Akkordeon (Klavier). Texte: Tomas Tranströmer
- »Du hochgebaute Stadt« (2012) für Sopran, Holzblasquintett, Pauken und Klavier. Text: Michael Herrschel
- »Laß kommen Trübsal, Angst und Not«. Motette für gemischten Chor und Streichorchester. Text: Angelus Silesius

### Kammermusikwerke
- Nocturno für Klarinette in B und Klavier
- Arabeske für Klarinette in B und Klavier
- Ciacona für Horn in F und Klavier (Orgel)
- Fantasie für Gitarre
- Praeambulum für zwei Gitarren (uraufgeführt von Frank Hartmann und Kurt Hiesl)
- Canzonetta für Akkordeon
- Intermezzo für Kontrabass solo
- Rezitativ, Fughetta und Epilog für Flöte und Kontrabass
- Sonata für Violoncello solo
- Duo für Violoncello und Kontrabass
- Divertimento für Violoncello und Klavier
- Sonata für Viola, Violoncello und Klavier
- 3 Intermezzi für Violine und Klavier
- Trio für Violine, Viola und Violoncello
- Air für Streichquartett
- Nocturno für Saxophon solo
- Sonata für Flöte solo
- Impromptu für Flöte und Klavier
- Pastorale für Flöte und Klavier
- Fantasie für 11 Bläser, Pauken und Klavier
- Canzonetta für Oboe, Streichquartett und Klavier
- Allegretto für Cembalo solo
- Fantasie für Flöte, Viola und Harfe
- Präludium und Gigue für Orgel manualiter

### Klavierwerke
- Fantasie für Klavier
- Impromptu für Klavier
- Capriccio für Klavier
- Fantasie für Klavier zu vier Händen
- Divertimento für 2 Klaviere

### Werke für Chor a cappella
- »Fürchte dich nicht«. Motette für vierstimmigen gemischten Chor a cappella
- »Ich bin das Licht der Welt«. Motette für vierstimmigen gemischten Chor a cappella
- »In der Welt habt ihr Angst«. Motette für sechsstimmigen gemischten Chor a cappella
- »Jesus wandelt auf dem Meer«. Motette für fünfstimmigen gemischten Chor a cappella
- »Darum wachet«. Motette für vierstimmigen gemischten Chor a cappella
- »Jesus und die Pharisäer«. Motette für vierstimmigen gemischten Chor a cappella

## CD-Einspielungen (Auswahl)
- Holmer Becker – Kammermusikwerke I
- Holmer Becker – Kammermusikwerke II
- Amber Rose Guitar Duo 2 – Amber Rose Guitar Duo
- Metamorphosen – Kurt Hiesl
- Tenderness – Duo Rusinov
- AccordeoNova 3 – Nürnberger Akkordeonorchester, Stefan Hippe, Leitung
- Oscillations – Schwankungen – Piano Duo Katja und Ines Lunkenheimer
- CD - International – Alena Tichá, Cembalo, Vera Müllerová, Klavier

## Audiovisuelle Arbeiten
Versus mit Ulrich Brüschke
- Impromptu
- Nocturno
- Divertimento